# Galileo (satelitska navigacija)
Galileo je globalni satelitski navigacijski sistem, ki ga gradita Evropska unija in Evropska vesoljska agencija (ESA), cena projekta naj bi bila okrog €5 milijard. Sistem je poimenovan po italijanskem astronomu Galileu Galilei. Gre za podoben sistem kot ameriški GPS in ruski GLONASS, ima pa Galileo novejšo tehnologijo, ki bi omogoča natančnost določanja pozicije okrog 20 centimetrov, s čimer je Galileo najbolj natančen navigacijski sistem na svetu. Galileo Evropski uniji omogoča neodvisnost na področju satelitske navigacije. 
Sateliti krožijo v srednjezemeljski orbiti, na višini okrog 23.222 kilometrov. Popolnoma operativen sistem bo imel 30 satelitov - 24 delojučih in 6 rezervnih. Trenutno (2024) je v orbiti 23 satelitov.